# Ruben Buriani
Ruben Buriani (16. březen 1955, Portomaggiore, Itálie) je bývalý italský fotbalový záložník.
Byl nejmladší ze 14 bratrů a začal hrát fotbal ve velmi mladém věku. Vyrostl v Portuense, poté se přesunul do mládežnických týmů SPAL. V roce 1974 byl prodán do třetiligové Monzy. V roce 1977 byl prodán se spoluhráčem Tosettem do Milána. S týmem Rossoneri hrál pět let a získal s nimi titul v sezoně 1978/79. Jenže kvůli korupčnímu skandálu 1980 musel s týmem sestoupit do druhé ligy, kterou poté vyhrál aby pak po sezoně 1981/82 opět následoval pád do druhé ligy. Tu už ale nehrál, protože se rozhodl přestoupit do Ceseny. Druhou ligu si zahrál v sezoně 1983/84, když sestoupil s Cesenou.
Sezonu 1984/85 odehrál v Římě. V následující sezonu odehrál v Neapoli. Za Neapolitans odehrál jen pět zápasů kvůli vážné zlomenině holenní a lýtkové kosti. To jej přimělo k dlouhé rekonvalescenci, která vedla k brzkému opuštění fotbalu na vysoké úrovni. Poslední dvě sezony ve své kariéře odehrál ve třetiligovém SPALU, kde v roce 1988 ukončil kariéru.
Za reprezentaci odehrál v roce 1980 dva přátelské zápasy. Byl na ME 1980, jenže nezasáhl do žádného utkání.
Po ukončení fotbalové kariéry se stal sportovním ředitelem Salernitany, poté v Ternáně a naposled v Padova Calcio|Padově. V letech 1995 až 1997 byl sportovním ředitelem milánského mládežnického sektoru.

## Hráčská statistika
| Sezóna  | Klub   | Liga     | Liga   | Liga | Ligové poháry | Ligové poháry | Ligové poháry | Kontinentální poháry | Kontinentální poháry | Kontinentální poháry | Celkem | Celkem |
| Sezóna  | Klub   | Soutěž   | Zápasy | Góly | Soutěž        | Zápasy        | Góly          | Soutěž               | Zápasy               | Góly                 | Zápasy | Góly   |
| ------- | ------ | -------- | ------ | ---- | ------------- | ------------- | ------------- | -------------------- | -------------------- | -------------------- | ------ | ------ |
| 1973/74 | SPAL   | Serie B  | 0      | 0    | IP            | 0             | 0             | -                    | 0                    | 0                    | 0      | 0      |
| 1974/75 | Monza  | Serie C  | 22     | 0    | IP            | 0             | 0             | -                    | 0                    | 0                    | 22     | 0      |
| 1975/76 | Monza  | Serie C  | 33     | 4    | IP            | 0             | 0             | -                    | 0                    | 0                    | 33     | 4      |
| 1976/77 | Monza  | Serie B  | 32     | 3    | IP            | 4             | 0             | -                    | 0                    | 0                    | 32     | 3      |
| 1977/78 | Milán  | Serie A  | 26     | 3    | IP            | 5             | 1             | PVP                  | 2                    | 0                    | 33     | 4      |
| 1978/79 | Milán  | Serie A  | 29     | 1    | IP            | 4             | 0             | UEFA                 | 6                    | 0                    | 39     | 1      |
| 1979/80 | Milán  | Serie A  | 30     | 1    | IP            | 5             | 0             | PMEZ                 | 2                    | 0                    | 37     | 1      |
| 1980/81 | Milán  | Serie B  | 38     | 6    | IP            | 4             | 0             | -                    | 0                    | 0                    | 42     | 6      |
| 1981/82 | Milán  | Serie A  | 23     | 2    | IP            | 3             | 0             | Stř.P                | 3                    | 0                    | 29     | 2      |
| 1982/83 | Cesena | Serie A  | 28     | 3    | IP            | 7             | 1             | -                    | 0                    | 0                    | 35     | 4      |
| 1983/84 | Cesena | Serie B  | 38     | 2    | IP            | 5             | 0             | -                    | 0                    | 0                    | 43     | 2      |
| 1984/85 | Řím    | Serie A  | 24     | 0    | IP            | 6             | 0             | PVP                  | 3                    | 0                    | 33     | 0      |
| 1985/86 | Neapol | Serie A  | 5      | 0    | IP            | 4             | 0             | -                    | 0                    | 0                    | 9      | 0      |
| 1986/87 | SPAL   | Serie C1 | 5      | 0    | IP            | 0             | 0             | -                    | 0                    | 0                    | 5      | 0      |
| 1987/88 | SPAL   | Serie C1 | 19     | 0    | IP            | 5             | 0             | -                    | 0                    | 0                    | 24     | 0      |
| Celkem  | Celkem | Celkem   | 352    | 25   | -             | 46            | 2             | -                    | 13                   | 0                    | 411    | 27     |

## Hráčské úspěchy

### Klubové
- 1× vítěz 1. italské ligy (1978/79)
- 1× vítěz 2. italské ligy (1980/81)

### Reprezentační
- 1× na ME (1980)